# Phyllodoce agassizi
Phyllodoce agassizi är en ringmaskart som beskrevs av Ernst Ferdinand Nolte 1938. Phyllodoce agassizi ingår i släktet Phyllodoce och familjen Phyllodocidae. Inga underarter finns listade i Catalogue of Life.